# زتیووو (استان بورگاس)
زتیووو (به بلغاری: Zetyovo) یک منطقهٔ مسکونی در بلغارستان است که در آیتوس واقع شده‌است.